# Юлиан Вергов
Юлиан Емилиянов Вергов е български актьор.

## Биография
Завършва актьорско майсторство в Театрален колеж „Любен Гройс“ в класа на професор Цветана Манева през 2001 г. Дебютира на сцената на Народния театър „Иван Вазов“ в „Ромео и Жулиета“ по Уилям Шекспир, постановка на Лилия Абаджиева.
Участва в постановките на: НДТ „Сълза и смях“, Народен театър „Иван Вазов“, Театър 199, Театър "Българска армия", Сатиричен театър „Алеко Константинов“.
През 2013 г. заедно с приятелите си Владимир Карамазов и Захари Бахаров основават продуцентската компания "Three Bears Entertainment" и в копродукция със Сатиричен театър „Алеко Константинов“, осъществяват спектаклите „Спанак с картофи“, „Арт“ и „Дакота“. Като на едно от представленията на „Дакота“, присъства лично автора Жорди Галсеран. Триото стават носители на наградата „Любимец 13 - Актьорски ансамбъл“.
От 2014 г. Юлиан Вергов е неизменно посланик на „Нощ на театрите“, част от инициативата „Европейска нощ на театрите“.
Освен в театъра, Вергов има роли и в телевизионните сериали „Тя и той“ , "Стъклен дом“, „Революция Z: Секс, лъжи и музика“, „Откраднат живот“ и Отдел Издирване.
Активно участва и в киното.
През 2015 г. печели наградата „Икар“ на Съюза на артистите в България „за поддържаща мъжка роля“, за ролята на (Борис Сарафов) в „Солунските съзаклятници“, Народен театър „Иван Вазов“.
„Велико Търново в сърцето на историята“ е документален филм, който Юлиан Вергов заснема 2016 г., заедно с режисьора Калоян Николов, продуцента Станислав Вълканов, сценариста Димитър Григоров, оператора Павлин Гроздев и композитора Давид Кокончев. Същата година произведението им печели наградата „Сребърен делфин“, в категория „Най-добър документален филм с историческа тематика“ на Cannes Corporate Media & TV Award в Кан (Франция). Следва награда и на Film Art & Tourism Festival “FilmAT” в Полша, както и на SILAFEST в Сърбия.
През 2018 г. е номиниран за наградата „Аскеер“ за водеща мъжка роля, за ролята на Сергей Василиевич Басов, адвокат в „NеоДачници“ по „Дачници“ от Максим Горки, постановка Иван Пантелеев, Народен театър „Иван Вазов“
Юлиан Вергов, заедно с Диана Алексиева, Теодора Духовникова, Луиза Григорова, Весела Бабинова, Малин Кръстев, Иван Бърнев, Бойко Кръстанов, Захари Бахаров, Антони Дончев и Владимир Пенев през 2019 г., създават форма̀та „Поетите“.
През 2022 г. печели наградата „Аскеер“ за ролята му на Иван Вазов в „Народът на Вазов“ от Александър Секулов, за поддържаща мъжка роля, Народен театър „Иван Вазов“
През 2019 г. и 2020 г. е гост-детектив в „Маскираният певец“. От 2020 г. е част от журито на „Като две капки вода“.

## Награди
- „Икар“ за поддържаща мъжка роля: 2014 – „Солунските съзаклятници“
- „Аскеер“ за поддържаща мъжка роля: 2022 – „Народът на Вазов“
- 42nd Cairo International Film Festival 2020 – Best Actor Award Julian Vergov for his role in German Lessons (Bulgaria) by Pavel G. Vesnakov
- Riviera International Film Festival 2021 – Best Actor Award Julian Vergov for his role in German Lessons (Bulgaria) by Pavel G. Vesnakov
- Фестивал на българския игрален филм „Златна роза“ 2021 – Награда за най-добра мъжка роля на Юлиан Вергов
- Награди на Съюза на българските филмови дейци „Васил Гендов“ 2022 г. – Награда за най-добра главна мъжка роля на Юлиан Вергов

## Филмография
- „Те, вълните“ (2025) (сериал) – Стефан
- „В сърцето на машината“ (2022) – Векилски
- „Петя на моята Петя“ (2022) – Иван Крачунов
- „Отдел Издирване“ (2021) – Камен
- Уроци по немски (2020) – Никола
- „Пепел върху слънцето“ (2020) – д-р Стефан Стефанов
- Premier vacances (2017) – Турист
- „Възвишение“ (2017)
- „Посоки“ (2017)
- „Откраднат живот“ (2017) – доц. Виктор Банков
- „Велико Търново в сърцето на историята“ (2016) – Документален филм
- „Христо (филм)“ (2016) – Васил
- „Маймуна“ (2016) – Андрей
- „Фаворитът 4“ (2016) – Слава
- „Докато Ая спеше“ (2015)[10] – Боян
- „Революция Z: Секс, лъжи и музика“ (2012 – 2014) – Г-н Савов, учител по физика
- Il generale Della Rovere (2011) – Capitano Franz
- „Стъклен дом“ (2010 – 2012) сериал – Николай Жеков, мениджър на мола
- „Сбогом, мамо“ (2010) – Богдан
- „Мисия Лондон“ (2010) – Варадин Димитров
- Double Identity (2010) – Виктор
- Четвъртият вид (2009) – Уил Тайлър
- „Главно представление“ (2009) Command Performance – командващия руски войник
- The Tournament (2009) – Човек от синдиката
- „Людмил и Руслана“ (2008) 6 серии – Вадим Веригин
- „Хиндемит“ (2008)
- „Прогнозата“ (2008)
- „Шивачки“ (2007)
- Reign of the Gargoyles (2007) (TV) – Писател
- Until Death (2007) – Агент 1
- Чифликът на чучулигите (2007) – Джоване Турко
- Joe Petrosino (2006) (TV)
- Dragon Dynasty (2006) (TV) – Италиански войник
- S.S. Doomtrooper (2006) (TV) – Нацистки пазач 1
- Magma: Volcanic Disaster (2006) (TV) – оператор в радио
- La signora delle camelie (2005) – Tenente
- Locusts: The 8th Plague (2005) (TV) – ER доктор
- Target of Opportunity (2005) – Maguire
- Sacco & Vanzetti (2005) (TV) – Том Браун
- Submerged (2005) (V) – Ролинс
- Турски гамбит (2005) – Немски журналист
- Mansquito (2005) – Член на SWAT
- Un amour à taire (2005) (TV) – Фон Берг
- Alien Siege (2005) (TV) – Холънд
- Raging Sharks (2005) (V) – Първи офицер на Рузвелт
- Пътуване към Йерусалим (2004) – Горан
- Darklight (2004) (TV) – Чиновник
- Raptor Island (2004) (TV) – Рашид
- Spartacus (2004) (TV) – Скаут 2
- Shark Zone (2003) (V) – Били
- In Hell (2003) – Пазач на затвора
- Antibody (2002) (V) – Моран
- Interceptor Force 2 (2002) (TV) – Лидер на бунтовниците
- Dark Descent (2002) – Влад
- Texas '46 (2002) – Frank
- Hyper Sonic (2002) (V) – Хасек
- „Тя и той“ (2002 – 2005) – Мартин
- Shark Hunter (2001) – Работник по чистота 1
- „Коледата е възможна“ (2001) – Стефан, брат на Светла
- Mindstorm (2000) – Презнев

## Театрални роли
- 2023 „Хага“ от Саша Денисова, реж. Галин Стоев, Народен театър „Иван Вазов“ – Пригожин
- 2022 „С гръб към залеза“ от Яна Борисова, реж. Димитър Коцев – Шошо, Театър „Сълза и смях“ – Шеф Арман
- 2022 „В очакване на Годо“ от Самюъл Бекет, реж. Иван Урумов, Театър „Българска армия“ – Поцо
- 2021 „Народът на Вазов“ от Александър Секулов, реж. Диана Добрева, Народен театър „Иван Вазов“ – Иван Вазов
- 2020 “Капитал(на) грешка по Йордон фон Хорват, реж. Иван Пантелеев, Народен театър „Иван Вазов“ – Казимир
- 2020 „Кафе с претенция“ от Георги Марков (писател), реж. Иван Урумов, Театър „Българска армия“ – Милчо
- 2018 „Бащата“ от Флориан Зелер, реж. Диана Добрева, Народен театър „Иван Вазов“ – Пиер
- 2018 „Neoдачници“ по „Дачници“ от Максим Горки, реж. Иван Пантелеев, Народен театър „Иван Вазов“ – Сергей Василиевич Басов
- 2017 “Class” от Чарлз Еверет, реж. Владимир Пенев, Театър 199 – Елиът
- 2016 „Богът на касапницата“ от Ясмина Реза, реж. Антон Угринов, Народен театър „Иван Вазов“ – Мишел
- 2015 „Дакота“ от Жорди Галсеран, реж, Владимир Пенев, Сатиричен театър „Алеко Константинов“ & “Three Bears Entertainment” – Гилем Лакей
- 2014 „Солунските съзаклятници“ от Георги Данаилов (писател), реж. Стоян Радев (режисьор), Народен театър „Иван Вазов“ – Борис Сарафов
- 2013 „Арт“ от Ясмина Реза, реж. Антон Угринов, Сатиричен театър „Алеко Константинов“ & "Three Bears Entertainment" – Марк
- 2012 „Спанак с картофи“ от Золтан Егреши, реж. Богдан Петканин, Сатиричен театър „Алеко Константинов“ & "Three Bears Entertainment" – Тънкоустият
- 2011 „Вълните“ от Вирджиния Улф, реж. Arlette Ricci, Народен театър „Иван Вазов“ – Невил
- 2011 „Бащата“ от Аугуст Стриндберг, реж. Йосиф Сърчаджиев, Народен театър „Иван Вазов“ – Докторът
- 2011 Ревизор (комедия) от Николай Гогол, реж. Мариус Куркински, Народен театър „Иван Вазов“ – Добчински
- 2009 „Козата или коя е Силвия?“ от Едуард Олби, реж. Явор Гърдев, Народен театър „Иван Вазов“ – Рос
- 2008 „Балът на крадците“ от Жан Ануи, реж. Thierry Harcourt, Народен театър „Иван Вазов“ – Петербоно
- 2008 „Крадецът на праскови“ от Емилиян Станев, реж. Бойко Илиев, Народен театър „Иван Вазов“ – Военнопленникът
- 2008 „Празникът на Бакхус“ от Артур Шницлер, реж. Антон Угринов, Народен театър „Иван Вазов“ – Феликс
- 2007 „Бетовен 21“ от Константин Илиев (драматург), реж. Младен Киселов, Народен театър „Иван Вазов“ – Радослав
- 2007 Идеалният мъж от Оскар Уайлд, реж. Thierry Harcourt, Народен театър „Иван Вазов“ – Сър Робърт Чилтърн
- 2006 „Дон Жуан“ от Молиер, реж. Александър Морфов (режисьор), Народен театър „Иван Вазов“ – Дон Алонсо
- 2006 Крал Лир от Уилям Шекспир, реж. Явор Гърдев, Народен театър „Иван Вазов“ – Олбъни
- 2005 Отело от Уилям Шекспир, реж. Лилия Абаджиева, Народен театър „Иван Вазов“ – Емилия
- 2005 „С любовта шега не бива“ от Алфред дьо Мюсе, реж. Мариус Куркински, Народен театър „Иван Вазов“ – Баронът
- 2003 „Побъркани от любов“ от Сам Шепърд, реж. Николай Ламбрев, Народен театър „Иван Вазов“ – Мартин
- 2001 „Чайка“ от Антон Чехов, реж. Лилия Абаджиева, Театър „Сълза и смях“ – Тригорин
- 2000 Ромео и Жулиета от Уилям Шекспир, реж. Лилия Абаджиева, Народен театър "Иван Вазов" – Синьора Капулети
- 2000 „Амок“ по Пол Клодел, реж. Касиел Ноа Ашер, Национален дворец на културата